# Conde da Torre
Conde da Torre foi um título nobiliárquico criado por D. Filipe III de Portugal a favor de D. Fernando Mascarenhas, morto em 9 de agosto de 1651 em Lisboa. Foi feito 1.º Conde da Torre de juro e herdade por carta patente 26 de julho de 1638.
O 2.º conde da Torre foi D. João Mascarenhas (Lisboa, 18 de julho de 1633 – novembro de 1681 em Lisboa), de juro e herdade, e 1° Marquês de Fronteira e donatário de Fronteira; Mordomo-mor de Faro. Camareiro-mor, herdeiro da casa do conde da Torre em 1659 por morte do irmão, D. Manoel Mascarenhas, recebeu os lugares de Coculim e Verodoá na India.
Usaram o título
1. D. Fernando Mascarenhas (* c. 1610)
2. D. João Mascarenhas, 1.º marquês de Fronteira (1633–1681)
3. D. Fernando Mascarenhas, 2.º marquês de Fronteira (1655–1729)
4. D. João Mascarenhas, 3.º marquês de Fronteira (1679–1737)
5. D. Fernando José Mascarenhas, 4.º marquês de Fronteira (1717–1765)
6. D. José Luís Mascarenhas, 5.º marquês de Fronteira (1721–1799)
7. D. João José Luís Mascarenhas Barreto (1778–1806), 6.º marquês de Fronteira e 7.º conde de Coculim; casou-se com Leonor Benedita Maria de Oyenhausen de Almeida (1776–1850), 5.ª marquesa de Alorna e 9.ª condessa de Assumar, unindo assim as Casas de Fronteira e Alorna.
8. D. José Trazimundo Mascarenhas Barreto (1802–1881), 7.º marquês de Fronteira 10.º conde de Assumar e 8.º conde de Coculim.
9. D. Maria Mascarenhas Barreto (1822–1914), 6.ª marquesa de Alorna e 8.ª marquesa de Fronteira.

Após a implementação da República e o fim do sistema nobiliárquico, tornaram-se pretendentes ao título D. José Maria Mascarenhas, D. Fernando Mascarenhas, D. Fernando José Fernandes Costa Mascarenhas, D. José Maria Pinto Basto Mascarenhas e, atualmente, D. António Maria Infante da Câmara Mascarenhas.